# Campeonato de Portugal de 1925–26
O Campeonato de Portugal de 1925–26 foi a 5ª edição do Campeonato de Portugal. O Marítimo venceu esta edição.

## Participantes
- Algarve: Olhanense
- Aveiro: Sp. Espinho
- Beja: Luso Beja
- Braga: SC Braga
- Coimbra: União de Coimbra
- Lisboa: Belenenses
- Madeira: CS Marítimo
- Porto: FC Porto
- Portalegre: Estrela de Portalegre
- Santarém: Os Leões Santarém
- Viana do Castelo: SC Vianense
- Vila Real: Vila Real

## 1ª Eliminatória
| Vencedor    | Resultado | Vencido            |
| ----------- | --------- | ------------------ |
| Belenenses  | 7–2       | Leões Santarém     |
| FC Porto    | 10–0      | Vila Real          |
| Luso Beja   | 2–0       | Estrela Portalegre |
| Braga       | 1–0       | SC Vianense        |
| Sp. Espinho | 4–3       | União de Coimbra   |

## 2ª Eliminatória
| Vencedor   | Resultado | Vencido     |
| ---------- | --------- | ----------- |
| Belenenses | 4–1       | Sp. Espinho |
| FC Porto   | 3–0       | Braga       |
| Olhanense  | 5–0       | Luso Beja   |

## Meias-finais
| Vencedor   | Resultado | Vencido   |
| ---------- | --------- | --------- |
| Belenenses | 2–1       | Olhanense |
| Marítimo   | 7–1       | FC Porto  |

## Final
| 6 de junho de 1926 | Marítimo                              | 2 – 0     | Belenenses | Campo do Ameal, Porto   |
|                    | José Fernandes 55' · Manuel Ramos 70' | Relatório |            | Árbitro: José Guimarães |